# 喬庭桂
喬庭桂，字肖寰，号芳一，晚号拙守山人，山西解州人。清初官員。

## 生平
喬庭桂為崇祯十六年（1643年）癸未科進士。十七年，甲申之變、清兵入關，仕清。順治三年（1646年），補選內翰林國史院庶吉士，散館授編修，官至侍讀學士。

## 外部連結
- 明代最年轻进士乔庭桂考 （页面存档备份，存于）